# Almáskamarás
Almáskamarás is een plaats (község) en gemeente in het Hongaarse comitaat Békés. Almáskamarás telt 989 inwoners (2001).